# Sciences juridiques
 (janvier 2021).
Si vous disposez d'ouvrages ou d'articles de référence ou si vous connaissez des sites web de qualité traitant du thème abordé ici, merci de compléter l'article en donnant les références utiles à sa vérifiabilité et en les liant à la section « Notes et références ».
Les sciences juridiques sont l'ensemble des savoirs et des méthodes qui permettent de connaître, analyser et créer le droit. Les sciences du droit, dans la mesure où elles étudient les mécanismes normatifs au sein des sociétés humaines, sont des sciences sociales. La principale science juridique est la dogmatique juridique (ou doctrine juridique, ou science juridique stricto sensu) dont l'objet est d'interpréter le droit.

## Vue d'ensemble
Selon Boris Barraud, on peut distinguer quatorze branches de la recherche en droit:
- la théorie du droit;
- la philosophie du droit;
- la science du droit positif;
- l’histoire du droit;
- le droit comparé;
- la sociologie du droit;
- l’anthropologie du droit;
- l’analyse économique du droit;
- la linguistique juridique;
- la méthodologie juridique;
- l’épistémologie juridique;
- la science politique;
- la légistique;
- et la politique juridique.

## Les sciences de la pratique du droit

### Dogmatique
La dogmatique juridique, parfois simplement appelée la science juridique, vise à expliquer le droit par lui-même, en se fondant sur ce qu'il dit. Cependant le droit ne pourrait pas être pleinement compris dans une logique purement autarcique : les normes juridiques sont le reflet d'une société à un instant donné, et pour comprendre les causes des règles de droit la science juridique en vient à faire appel à des sciences auxiliaires qui apportent un savoir complémentaire permettant une meilleure compréhension des règles de droit. Ainsi l'histoire du droit permet de mieux saisir la portée de certaines règles et leur régularité ; ou la sociologie permet de saisir l'impact de la société sur l'édiction de nouvelles normes juridiques.
Concernant les subdivisions de la science juridique (branches), elles se confondent avec les subdivisions du droit objectif. Ainsi, par exemple, l'ensemble des règles de droit (objectif) encadrant les sûretés est nommé droit des sûretés ; et la branche de la science juridique qui étudiera le droit des sûretés est nommée elle aussi le droit des sûretés. Cette confusion s'explique par le fait que c'est la science juridique qui identifie dans son analyse l'existence d'une branche de droit objectif (elle ordonne les règles de droit dans des ensembles logiques), et que naturellement en l'identifiant elle vient à créer une discipline l'analysant du même nom.

## Théorie du droit et philosophie du droit
Des connaissances apportées par la science juridique, il est possible de rechercher des régularités et des règles générales, des mécanismes communs et durables ; en somme il est possible d'établir un corpus fondamental théorique des systèmes juridiques. Ces connaissances théoriques fondamentales sur la nature, les causes et les régularités des règles de droit constituent une discipline scientifique, la théorie du droit. La théorie du droit vise une approche scientifique et empirique : elle cherche empiriquement, par l'observation des règles de droit au sein de la société, des généralités formant un corpus théorique. En cela elle s'oppose à la philosophie du droit, qui comme la théorie du droit recherche la nature, les causes et les régularités du droit, mais dans une logique métaphysique et non pas empirique. Dans les faits la frontière entre les deux disciplines est mince puisqu'elles traitent du même objet, et ce qui permet de les différencier c'est la démarche du théoricien. Par ailleurs l'ensemble des débats concernant la nature du droit et de la science juridique font l'objet d'une discipline philosophique, l'épistémologie du droit.

## Les sciences sur le droit

### Analyse économique du droit
L'analyse économique du droit se propose d'étendre les concepts et les méthodes de la science économique afin de comprendre des phénomènes de nature juridique, et par son approche permet d'éclairer et compléter la science juridique par son approche particulière.

### Anthropologie juridique
L'anthropologie juridique considère le droit objectif comme un phénomène social et culturel, et cherche des explications à travers l'évolution de l'espèce humaine et de sa culture à des phénomènes comme la juridicité, le contrôle social, et plus largement les systèmes coercitifs humains depuis les sociétés primitives ; ainsi que les fondements de l'Etat. 

### Histoire du droit
L'Histoire du droit est la science traitant de l'évolution du fonctionnement du droit au sein des différentes sociétés humaines à travers l'écoulement du temps. L'histoire du droit permet de compléter les disciplines juridiques en leur apportant une dimension temporelle indispensable pour comprendre la portée et la régularité des règles de droit ; mais aussi pour comprendre l'impact des mutations des cultures humaines sur l'évolution de leurs systèmes juridiques ; et comprendre les interdépendances entre les normes juridiques et les autres systèmes normatifs (normes sociales, morales, religieuses, etc.). Dans la mesure où les institutions (au sens juridique) sont un ensemble de normes juridiques les constituant ; et dans la mesure où les phénomènes politiques jouent un rôle dans l'édiction des règles de droit ; l'histoire du droit est très liée à l'histoire des institutions et à l'histoire politique.

### Sociologie du droit
La sociologie du droit traite de la pratique du droit par les citoyens auxquels il s'impose, ainsi que le regard de la société sur celui-ci (appropriations, critiques). La sociologie du droit traite également de l'impact de la société sur les normes qui l'encadre, sur le rôle que jouent les mouvements sociaux, les idéologies politiques, l'évolution des mœurs, dans l'adoption ou l'évolution des règles de droit. Le droit est en effet un phénomène vivant qui s'adapte largement à son époque et aux évolutions des opinions de la société sur ce qui est juste ou normal. La sociologie du droit permet d'éclairer les décalages entre le texte juridique et son application in concreto. 
La sociologie politique (et plus largement la science politique) peuvent aussi traiter du rôle des mouvements politiques et sociaux, de l'Etat, des gouvernants, des élites, des élections et des institutions dans l'évolution de la règle de droit ; et entretiennent un lien d'interdépendance avec la sociologie du droit. En effet la plupart des phénomènes juridiques s'expliquent par des phénomènes politiques en amont.